# Christopher Clark
Christopher Clark (ur. 14 marca 1960 w Sydney) – australijski historyk mieszkający w Wielkiej Brytanii, Knight Bachelor od 2015 roku, w 2019 r. uhonorowany Orderem Pour le Mérite für Wissenschaften und Künste. Członek British Academy.

## Życiorys
Absolwent Uniwersytetu w Sydney. Od marca 1985 do października 1987 studiował na Wolnym Uniwersytecie Berlina. Nauczyciel akademicki St Catharine’s College jest profesorem (Regius Professor of History) na Uniwersytecie Cambridge. Naukowiec specjalizuje się w historii Niemiec czasów nowożytnych. Obok rodzimego j. angielskiego płynnie mówi po niemiecku. W 2010 roku nagrodzony Historikerpreis.
Żonaty z Niną Lübbren, historyczką sztuki, nauczycielką akademicką, mają dwóch synów.

## Publikacje (wybór)
- The Politics of Conversion: Missionary Protestantism and the Jews in Prussia, Clarendon Press, Oxford, 1995, ISBN 0-19-820456-6
- Kaiser Wilhelm II, Longman, Harlow, 2000, ISBN 0-582-24559-1
- Prusy. Powstanie i upadek 1600-1947, Bellona, Warszawa, 2009, ISBN 978-83-11-11628-3
- Wilhelm II. Die Herrschaft des letzten deutschen Kaisers. Deutsche Verlags-Anstalt, München, 2008. ISBN 978-3-421-04358-0
- Lunatycy. Jak Europa poszła na wojnę w 1914, Wydawnictwo Akademickie Dialog, 2017 ISBN 978-83-8002-584-4